# Estournelles de Constant
Paul Henri Benjamin Balluet d'Estournelles, Barão de Constant de Rebecque (La Flèche, 22 de novembro de 1852 — Paris, 15 de maio de 1924) foi um diplomata, pacifista e político francês.
Foi fundador e presidente do Grupo Parlamentar Francês para a Livre Arbitragem e fundador do Comitê para a Defesa dos Interesses Nacionais e Conciliação Internacional.
Recebeu o Nobel da Paz de 1909, juntamente com o belga Auguste Beernaert.